# Ngawang Wangyal
Ngawang Wangyal (tibétain : ངག་དབང་དབང་རྒྱལ་, Wylie : Ngag-dbang Dbang-rgyal) (15 octobre 1901 - 30 janvier 1983), plus connu sous le nom de Geshe Wangyal, est un lama gelugpa du bouddhisme tibétain et érudit d'origine kalmouk, né dans le gouvernement d'Astrakhan dans le Sud de la Russie.
Geshe Wangyal séjourna quelques années à Pékin jusqu'en 1937, et fut l'interprète de sir Charles Bell lors de ses voyages en Chine et en Mandchourie. Il reçoit sa formation à Drépung où il obtint le diplôme de guéshé, et quitte le Tibet pour rejoindre l'Inde puis les États-Unis.

## Biographie
Guéshé Wangyal est le plus jeune de quatre enfants et est choisi à l'âge de six ans pour rejoindre un monastère comme moine novice. Il fut un étudiant d'Agvan Dorjiev, représentant diplomatique du 13e dalaï-lama. Après la guerre civile russe, Guéshé Wangyal est allé à Lhassa, au Tibet, où il a étudié au Collège Gomang de l'université de Drepung à Lhassa jusqu'en 1935. Par la suite, il décide de revenir dans son pays natal pour obtenir un soutien financier pour terminer ses études.
En raison de la persécution communiste du clergé religieux, Guéshé Wangyal décide de mettre fin à son voyage de retour à Astrakhan. Au lieu de cela, il trouve un emploi à Pékin, en Chine. En 1937, Guéshé Wangyal quitte Pékin pour retourner au Tibet en passant par l'Inde après avoir gagné assez d'argent pour subvenir à ses besoins jusqu'à ce qu'il obtienne le diplôme de guéshé.
Alors qu'il est a Calcutta, Guéshé Wangyal est engagé comme traducteur par Charles Bell, il l'accompagne dans un voyage à travers la Chine et la Mandchourie avant de retourner au Tibet. Ensuite, il reçoit son diplôme de guéshé à Lhassa, il utilise ses gains restants et de nombreux contacts nouvellement créés pour recueillir des fonds dans le but d'aider les chercheurs pauvres, et aider ceux qui tente d'obtenir leur diplôme de guéshé, en particulier les Mongols en Inde, qui, comme lui, ont été coupés de soutien à partir d'un pays d'origine communiste.
Lorsque les communistes chinois envahissent le Tibet au début des années 1950, Guéshé Wangyal s'enfuit en Inde. Puis, en 1955, il décide d'aller aux États-Unis pour travailler comme religieux parmi les Kalmouks américains qui se sont installés dans le New Jersey, New York et en Pennsylvanie en tant que réfugiés en provenance d'Europe centrale.
En 1958, Guéshé Wangyal fonde un monastère bouddhiste à Washington dans le New Jersey appelé Labsum Shedrub Ling. Il sert en tant que chef de l'enseignant du monastère jusqu'à sa mort en janvier 1983. Il enseigne à de nombreux étudiants, il contribue à la propagation du bouddhisme tibétain aux États-Unis. Après sa retraite, Liushar Thubten Tharpa, un homme politique tibétain, a rejoint Labsum Shedrub Ling.
Par la suite, Guéshé Wangyal enseigne à l'université Columbia et au cours des années 1960 et 1970, il y parraine des visites de plusieurs moines et lamas tibétains exilés en Inde.
En 1972, l'Institut américain d'études bouddhistes est fondée comme l'avait suggéré le 14e dalaï-lama et Guéshé Ngawang Wangyal.
Le Dr. Wangyal traduit deux volumes d'histoires populaires en tibétain et en sanskrit illustrant les enseignements bouddhistes. Avec Brian Cutillo (en), il a également traduit les « Illuminations de Sakya-Pandita ».
Parmi ses élèves, Dr Robert A. F. Thurman (professeur d'études bouddhistes indo-tibétaines à l'université Columbia), Jeffrey Hopkins (professeur émérite de l'université de Virginie) sont les plus célèbres, et le peintre et professeur de dessin Ted Seth Jacobs.